# 瑞克·歐貝瑞
理查德·歐貝瑞（英語：Richard O'Barry，1939年—），小名瑞克·歐貝瑞（Ric O'Barry），生於美國佛羅里達州，是美國第一個成功馴養海豚的動物訓練家。他成功捕捉並訓練了五隻海豚，讓它們在電視影集Flipper中演出。他所馴養的海豚，在他的懷中自殺，這個刺激使他成為環保人士，堅決反對捕捉海豚和利用海豚進行商業演出。
1970年，他開始推動海豚計畫（Dolphin Project）。

## 外部連結
- 由瑞克.歐貝瑞發起的海豚計畫官方網站 （页面存档备份，存于）